# 1356
1356 (MCCCLVI) var ett skottår som började en fredag i den julianska kalendern.

## Händelser

### Oktober
- 17 oktober
  - Erik Magnusson påbörjar ett uppror mot sin far Magnus Eriksson genom att kalla till krig mot dennes gunstling Bengt Algotsson.
  - Erik utropar sig till kung av Sverige.

### Okänt datum
- Gyllene bullan, en form av tidig konstitution för Tysk-romerska riket, beslutas av den tysk-romerska riksdagen i Nürnberg.
- Varberg belägras och Bengt Algotsson jagas ur riket.
- Sveriges första skråprivilegier (för skräddare) utfärdas i Stockholm.
- Fransmännen besegras av engelsmännen i slaget vid Poitiers.

## Födda
- Bonifatius IX, född Pietro Tomacelli, påve 1389–1404 (född detta år, 1350 eller 1355).

## Avlidna
- Jean Buridan, fransk logiker och filosof.
- Christine Ebner, tysk nunna och visionär.
- Margareta II av Hainault, holländsk vasallgrevinna.